# Panzer IX/X
Panzer IX та X — вигадані проєкти німецьких танків періоду Другої світової війна.
Надважкі танки Panzer IX і Panzer X ніколи не існували навіть в проєктах (за іншими даними — проєкти цих танків були). У 1944 році в журналі «Сигнал» були опубліковані малюнки цих танків, щоб дезінформувати союзників щодо німецьких можливостей в плані танкобудування, а також, щоб зайвий раз надати населенню впевненість у перемозі. Насправді в 1944 році німецька промисловість була не в змозі виробляти настільки сучасні танки.